# Nikolaus von Bunzlau
Nikolaus von Bunzlau OSB (auch Nikolaus von Abelone; † 10. Oktober 1411) war Benediktiner sowie ernannter Bischof von Abelone und Weihbischof in Breslau.

## Leben
Nikolaus war der Sohn des Brieger Bürgers Johann von Bunzlau. Es ist nicht bekannt, wann er in das Benediktinerkloster Murbach im Elsass eintrat. Als Mönch dieses Klosters wurde er am 2. Mai 1390 von Papst Bonifaz IX. zum Bischof von Abelone auf der griechischen Insel Euböa (Negroponte) ernannt. Zugleich wurde er angewiesen, sein Bistum in Besitz zu nehmen und dort zu residieren. Da dieses nicht möglich war, wurde ihm mit der Päpstlichen Bulle vom 22. Dezember 1390 genehmigt, auch außerhalb der Diözese Abelone mit Erlaubnis der jeweiligen Ortsbischöfe bischöfliche Funktionen zu übernehmen. Zugleich wurde ihm erlaubt, sich von einem beliebigen katholischen Bischof weihen zu lassen. Nach einer Urkunde vom 2. Februar 1392 erwarb er in einigen Dörfern bei Brieg, die den Johannitern gehörten, jährliche Zinseinkünfte, die er dem Brieger Kollegiatstift vermachte, als er dessen Kanoniker wurde.
Erst 1398 wurde er zum Weihbischof in Breslau ernannt. Nur wenige seiner weihbischöflichen Handlungen sind bekannt. Am 20. Mai 1403 konsekrierte er den Olmützer Bischof Latzek von Krawarn im Olmützer Dom und 1407 erteilte er dem Priesteramtskandidaten Simon (Symon) die Priesterweihe. Überliefert sind einige Kauf- und Verkaufsverträge sowie Erbangelegenheiten. Am 16. Mai 1406 beurkundete der Schweidnitzer Landeshauptmann Johann Kruschina von Lichtenburg, dass der Breslauer Bürger Andreas Czademar seine Besitzungen im böhmischen Erbfürstentum Schweidnitz-Jauer dem Weihbischof Nikolaus von Abelone vermacht habe. 1407 verkaufte Nikolaus einige Grundstücke in Breslau, wo er selbst ein Haus besaß. Von seiner Mutter Jutta Bunczlawynne hatte er das halbe Dorf Jenkwitz bei Neumarkt geerbt und verkaufte es am 18. Mai 1408 an den Breslauer Bürger Heinrich, der auch die zweite Hälfte von Jenkwitz erwarb. Da der Vorbesitzer Döring mit dem Verkauf nicht einverstanden war und selbst Ansprüche geltend machte, nahm er am 13. Februar 1410 den Weihbischof Nikolaus gefangen. Döring beabsichtigte, ihn so lange festzuhalten, bis seine Ansprüche beglichen seien. Daraufhin verhängte Bischof Wenzel ein Interdikt über die Diözese Breslau, das erst nach der Freilassung des Weihbischofs am 19. März 1410 aufgehoben wurde. Am 7. April desselben Jahres entschied ein Schiedsgericht, dass Weihbischof Nikolaus im Recht gewesen sei. Wegen der in der Gefangenschaft erlittenen Gewalttaten starb er jedoch schon am 10. Oktober 1411. Testamentarisch verfügte er eine Messstiftung für sein Seelenheil, die von Bischof Wenzel am 21. März 1412 bestätigt wurde.